# 四合椿科
四合椿科又名番苦木科或棱镜果科，共有2属6种，都生长在非洲东部和马达加斯加岛。
本科植物为乔木或灌木，单叶互生，在枝条顶端成螺旋排列；花小，花瓣4数；果实为坚硬的蒴果，横切面呈棱镜状。
1981年的克朗奎斯特分类法将其列在苦木科中，1998年根据基因亲缘关系分类的APG 分类法认为应该单独分为一个科，仍然放在无患子目中。